# Кебе, Лойзе
Лойзе «Штефан» Кебе (словен. Lojze "Štefan" Kebe; серб. Лојзе "Штефан" Кебе; 26 июня 1908, Долене-Езеро, около Церкницы — 20 октября 1942, Ямник, около Краня) — югославский словенский партизан, участник Народно-освободительной войны Югославии, Народный герой Югославии.

## Биография
Родился в 1908 году в Долене-Езеру около Церкницы в крестьянской семье. Окончил начальную школу в Трново (Любляна), позднее учился на слесаря. Отслужив год в армии, работал на фабрике «Тацен». С 1940 года член коммунистической партии Югославии. 27 марта 1941 за участие в антиправительственных демонстрациях был арестован, после переворота освобождён. Добровольцем записался в ряды Югославской королевской армии, сражался на фронте Апрельской войны. Вернулся домой после капитуляции Югославии.
В июне 1941 года Кебе на совещании коммунистической партии Словении в Любляне получил должность инструктора в ЦК, после чего направился в Гореньску для организации партизанских отрядов: стараниями Лойзе была создана Рашишская партизанская рота Камнишского партизанского батальона. В конце 1941 года Кебе, получивший псевдоним «Штефан», он стал политруком партизанского штаба в Гореньской, принял бой в Полянской долине. Весной 1942 года Келе стал политруком 1-й группы партизанских отрядов и вошёл в ЦК КП Словении. Участвовал в Дражгошской битве.
В октябре 1942 года, когда штаб группы находился в лесу около села Ямник, немецкие солдаты обнаружили Кебе, который писал сообщение для ЦК КПС. В ходе перестрелки Кебе был ранен в живот, но успел добежать до партизан и сообщить им о немцах. Крестьяне и партизаны пытались оказать раненому помощь, но 20 октября он скончался.
5 июля 1951 указом Президиума Народной скупщины Федеративной Народной Республики Югославии был посмертно награждён орденом и званием Народного героя Югославии.